# Bunker Hill Towers
Bunker Hill Towers es un área no incorporada ubicada en el condado de Los Ángeles en el estado estadounidense de California.

## Geografía
Bunker Hill Towers se encuentra ubicada en las coordenadas 34°3′23″N 118°15′5″O / 34.05639, -118.25139.